# Alexandre José Maria dos Santos
Alexandre José Maria dos Santos OFM (ur. 18 marca 1924 w Mawila, Zavala, zm. 29 września 2021 w Maputo) – mozambicki duchowny katolicki, emerytowany arcybiskup Maputo, kardynał, franciszkanin.

## Życiorys
Urodził się w Mawila w diecezji Inhambane w rodzinie Zangui i Laisse. Studiował w szkołach franciszkańskich − seminarium w Amatongas i Varatojo (Portugalia) oraz w seminarium w Nyassaland (Malawi); wstąpił do zakonu franciszkanów 16 września 1947, 17 września 1948 złożył śluby czasowe, 17 września 1951 śluby wieczyste. 25 czerwca 1953 w Lizbonie przyjął święcenia kapłańskie. Od 1954 pracował w misji franciszkańskiej w Inhambane w Mozambiku, w latach 1972-1974 był radcą zgromadzenia zakonnego w Mozambiku. Pełnił również funkcję rektora niższego seminarium w Vila Pery.
23 grudnia 1974 został mianowany arcybiskupem Maputo, sakry udzielił mu 9 marca 1975 kardynał Agnelo Rossi, prefekt watykańskiej Kongregacji Rozkrzewiania Wiary. W czerwcu 1988 Jan Paweł II wyniósł arcybiskupa Santosa do godności kardynalskiej, nadając tytuł prezbitera S. Frumenzio ai Prati Fiscali. W tym samym roku kardynał gościł papieża podczas jego 39 podróży apostolskiej do Mozambiku. Był zaangażowany w organizowanie projektów pomocowych w Mozambiku. Założył żeńskie zgromadzenie zakonne − Franciscanas de Nossa Senhora de Mãe de Africa. Ze względu na osiągnięcie wieku emerytalnego kardynał został zwolniony z obowiązków arcybiskupa Maputo w lutym 2003, rok później, jako 80-latek, utracił również prawo udziału w konklawe.
Zmarł 29 września 2021.